# Навоїйська область
Навоїйська область (узб. Navoiy viloyati) — область (вілоят) Узбекистану.
Межує з Казахстаном, Джиззацькою, Самаркандською та Бухарською областями, а також з Республікою Каракалпакстан. Площа області - 110 800 км². Центр - місто Навої.

## Історія
Область розташована в центральній частині республіки. Раніше була частиною Голодностепської області, що входила до складу РРФСР, тоді Казахської РСР, а з 1956 у складі Узбецької РСР з метою розвитку бавовняної монокультури в одній республіці. Утворена 20 квітня 1982. 6 липня 1988 року Навоїйська область була ліквідована, і знову була відновлена 27 січня 1992.

## Населення
Населення — 768 тисяч осіб[коли?], причому близько 60 % проживає в сільських районах.

## Адміністративний поділ
Область поділена на 8 районів і 3 міста обласного підпорядкування:
| № на карті | Район           | Центр                    |
| ---------- | --------------- | ------------------------ |
| 1          | Канімеський     | міське селище Канімех    |
| 2          | Карманинський   | міське селище Кармана    |
| 3          | Кизилтепинський | місто Кизилтепа          |
| 4          | Навбахорський   | населений пункт Бешработ |
| 5          | Нуратинський    | місто Нурата             |
| 6          | Тамдинський     | міське селище Тамдибулак |
| 7          | Учкудуцький     | місто Учкудук            |
| 8          | Хатирчинський   | місто Янгірабад          |

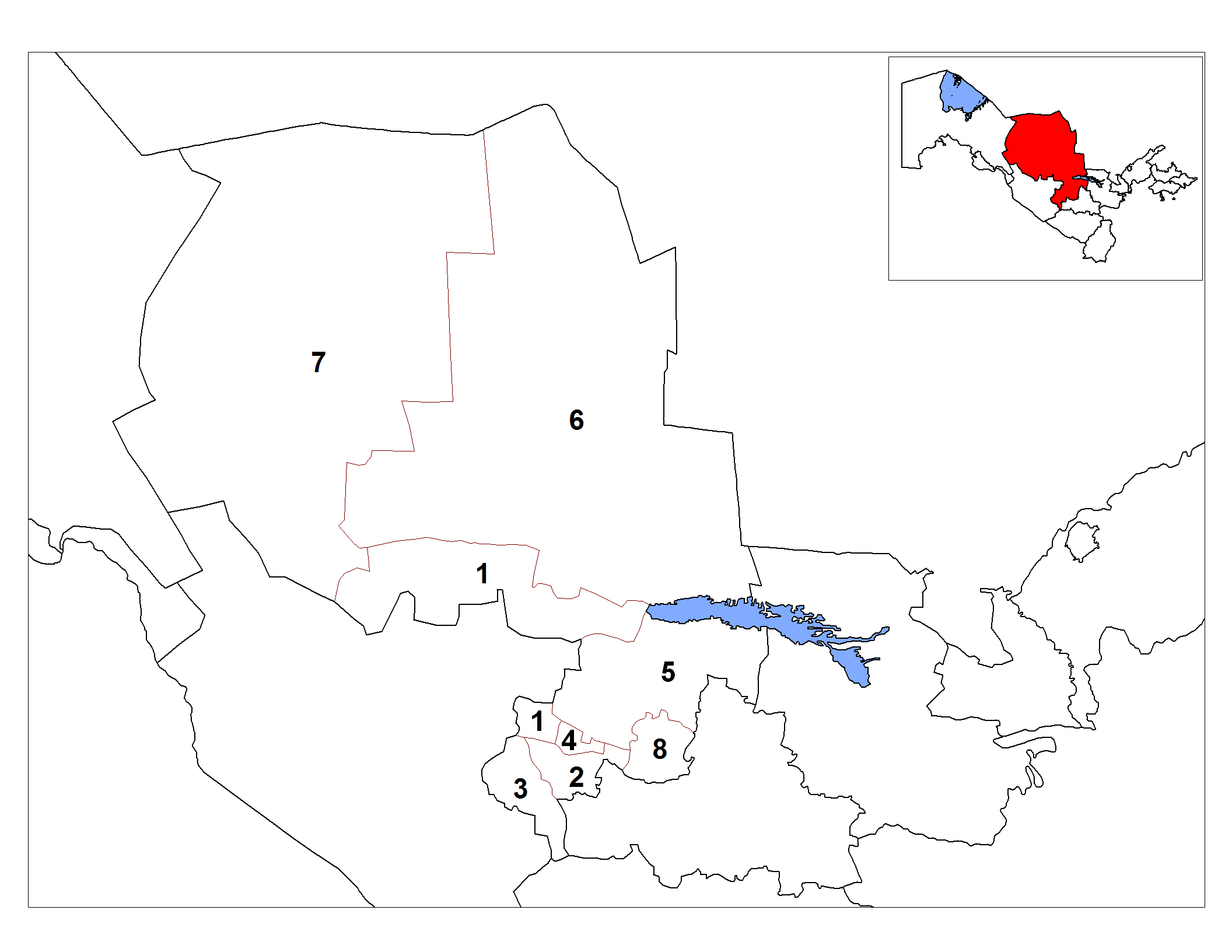
Райони Навоїйської області

Міста обласного підпорядкування: Газган, Зарафшан, Навої

## Населені пункти
У складі області 7 міст, 47 селищ міського типу, 54 сільських сходи громадян.
Міста:
- Газган
- Зарафшан
- Кизилтепа
- Навої
- Нурата
- Учкудук
- Янгірабад

## Географія
Північно-західна частина області зайнята  Кизилкумським плато, на сході протягнулися Нуратинські гірські хребти, на півдні області протікає річка Зеравшан. Клімат різко  континентальний, пустельний, посушливий. Головна річка - Зеравшан.

## Економіка
У надрах області є родовища  золота,  урану, вольфраму, фосфоритів,  кварцового піску, цементної сировини, вапняків. Велике значення має наявність золотоносних районів, на основі яких виникла золотовидобувна промисловість. Також область має більшість розроблювальних родовищ урану в Узбекистані. Провідні галузі промисловості - енергетика, гірничорудна металургія, хімічна, бавовноочисна, харчова, виробництво будівельних матеріалів. Найбільшими промисловими підприємства області є Навоїйський гірничо-металургійний комбінат, Навої ГРЕС, «Навої-азот», цементний завод, акціонерне товариство «Електрохімія», «Нуратамармар».
Для видобутку  золота з відвальної породи гірничо-металургійного комбінату було створено спільне узбецько-американське підприємство «Зарафшан-Ньюмонт» (з 2006 року розформовано в цех вилуговування заводу ГМЗ -2). В області функціонують 60 державних промислових підприємств, 10 спільних, 728 малих, 30 ширкатних. Серед них малі підприємства «Іттіфок», «Навої», ЕДЕМ, спільні підприємства - «Агама», «Зеріспарк».
Провідні галузі сільського господарства області: бавовництво, зерноводство, овочівництво, баштанництво, виноградарство, каракулеводство, шовківництво.
Тваринництво вважається багатогалузевим. В області розводять овець каракульської породи, щорічно виробляється понад 500 тис. штук  каракульських смушків; область займає друге місце в республіці (після  Бухарської) з виробництва каракульських смушків. Також в області налічується близько 500 фермерських господарств.
Протяжність  залізниць 390,7 км, автомобільних - 4,1 тис. км, з них 3,3 тис. км з твердим покриттям. Через територію області проходять залізничні лінії Ташкент - Туркменістан, Ташкент - Учкудук.
В області діє 362 загальноосвітніх шкіл, в яких навчаються 168,2 тис. дітей. Функціонують  музеї,  ліцеї, спеціалізовані спортивні та музичні школи, філія  Ташкентського державного педагогічного університету, філія  Ташкентського технічного університету. Понад 120 клубів, 73 кіноустановки, 291 масова бібліотека, 2 музеї.
У 61 лікарняному закладі працюють 2,4 тис. лікарів, 8,3 тис. середнього медперсоналу. У центральному Кизилкумі на базі родовищ руд  кольорових металів виникли сучасні міста Зарафшан та Учкудук. До них підведені лінії електропередач, водопровід з  Амудар'ї. В Зарафшані, Зафарабаді та Навої створені штучні озера для відпочинку жителів.

## Керівництво Навоїйської області

### Голови облвиконкому
1. Асатов Убайд (квітень 1982 — 1985)
2. Бурієв Ібрагім Камалович (1985 — 198.6)
3. Айдаркулов Абдухалик Абдурахманович (198.8 — вересень 1988)

### 1-і секретарі обкому КП Узбекистану
1. Єсін Василь Павлович (квітень 1982 — 13 січня 1986)
2. Єфімов Анатолій Степанович (13 січня 1986 — вересень 1988)

### Хокіми (губернатори)
1. Айдаркулов Абдухалик Абдурахманович (28 січня 1992 — 5 січня 1995)
2. Гаффаров Хаят Рахімович (5 січня 1995 — 11 листопада 1998)
3. Ділов Гайбулло Ділович (11 листопада 1998 — 31 травня 2002)
4. Рузієв Бахриддін Муртазайович (31 травня 2002 — 12 грудня 2008)
5. Турдімов Еркінжон Окбутайович (12 грудня 2008 — 16 грудня 2016)
6. Турсунов Кобул Бекназарович (25 грудня 2016 — 8 листопада 2021)
7. Турсунов Нормат Тулкунович (8 листопада 2021 — )

## Відомі люди
- Дегтяренко Олена Миколаївна - український тележурналіст, народилася у м. Зерафшан.
- Согдіана — узбецька і російська співачка та акторка українського походження.